# Bletogona lathyrus
Bletogona lathyrus is een vlinder uit de onderfamilie Satyrinae van de familie Nymphalidae.